# Evangelische Kirche Schillehnen
Die Evangelische Kirche in Schillehnen (der Ort hieß zwischen 1938 und 1946: Schillfelde) im früheren ostpreußischen Kreis Pillkallen (Schloßberg) war ein Fachwerkbau aus dem zu Ende gehenden 18. Jahrhundert. Bis 1945 war sie das Gotteshaus der im Kirchspiel von Schillehnen (jetzt: Pobedino) lebenden evangelischen Bevölkerung. Das Kirchengebäude existiert nicht mehr.

## Geographische Lage
Die heutige Siedlung Pobedino liegt im Nordosten der russischen Oblast Kaliningrad (Gebiet Königsberg (Preußen)) unweit der russisch-litauischen Staatsgrenze. Sie gehört zur Dobrowolskoje selskoje posselenije (Landgemeinde Dobrowolsk (Pillkallen, 1938 bis 1946 Schloßberg)). Die Kirche stand in der Ortsmitte unmittelbar an der Hauptstraße, der heutigen Regionalstraße R 511 (27A-031).

## Kirchengebäude
Über die Schillehner Kirche gibt es nur wenige Unterlagen. Aus diesen ist erkennbar, dass es sich bei dem Gebäude um einen einfachen Holzbau handelte. In den Jahren 1794 bis 1796 ist das Gotteshaus errichtet worden und bot das Bild einer heimeligen Fachwerkkirche mit Ziegeldach und hölzernem Turm. Finanziert wurde der Bau der Kirche, die am 17. Januar 1796 eingeweiht worden ist, mit königlichen Geldern, die Friedrich Wilhelm II. bewilligt hatte. Nach Blitzschlag wurde der hölzerne Turm teilweise abgetragen.
Die Innenausstattung der Kirche war schlicht. Altar und Kanzel waren vereinigt. Die Orgel, die aus der Werkstatt des Königsberger Orgelbaumeisters Max Terletzki stammte, wurde am 21. September 1873 eingeweiht. Das Geläut der Kirche bestand aus zwei Glocken.
Die Kirche hat den Zweiten Weltkrieg nicht überstanden. Es fehlt von ihr heute jede Spur. Heute erinnert nur noch ein fremdgenutztes Bauwerk an kirchliche Zeiten in Schillehnen und Schillfelde: es ist der Rest des 1925 geweihten Gotteshauses der katholischen Gemeinde in Schillehnen.

## Kirchengemeinde
Eine evangelische Kirchengemeinde wurde in Schillehnen im Jahre 1793 gegründet. Das Kirchenpatronat war adlig, zuletzt jedoch staatlich. Eine Pfarrstelle wurde erst 1795 eingerichtet, kurz bevor die neu errichtete Kirche eingeweiht wurde. Im Jahre 1925 zählte das auf über dreißig Orte und Wohnplätze verteilte Kirchspiel 3300 Gemeindeglieder.
Die Pfarrei Schillehnen war bis 1945 Teil des Kirchenkreises Pillkallen (Schloßberg) innerhalb der Kirchenprovinz Ostpreußen der Kirche der Altpreußischen Union.
Heute liegt Pobedino im weitflächigen Einzugsbereich der evangelisch-lutherischen Gemeinde in Babuschkino (Groß Degesen). Sie gehört zur Propstei Kaliningrad (Königsberg) der Evangelisch-lutherischen Kirche Europäisches Russland.

### Kirchspielorte
Neben dem Pfarrort gehörten dreißig kleinere und größere Orte zum Kirchspiel der evangelischen Kirche in Schillehnen:
| Name                              | Änderungsname 1938 bis 1946 | Russischer Name |  | Name                          | Änderungsname 1938 bis 1946 | Russischer Name |
| --------------------------------- | --------------------------- | --------------- |  | ----------------------------- | --------------------------- | --------------- |
| Albrecht-Naujehnen                | Albrechtswalde              |                 |  | Kischen                       | Senkendorf                  |                 |
| *Augstutschen, Forst              |                             |                 |  | Klischen                      |                             | Liwny           |
| Bardszen 1936–38: Barschen        | Barschen                    | Nachimowo       |  | Martingken                    | Martingen                   | Scharowo        |
| Bartkowen                         |                             |                 |  | Nathalwethen                  | Brämerswalde                |                 |
| Brödszen 1936–38: Brodschen       | Lugeck                      |                 |  | Plicklaugken                  | Plickfelde                  |                 |
| Cziunken                          |                             |                 |  | Rammonischken                 | Hagenfließ                  | Leskowo         |
| Dickiauten                        | Waldried                    |                 |  | Serbenten                     |                             |                 |
| *Duden                            | Dudenfelde                  | Nowopawlowka    |  | Siemoken                      | Hintertannen                |                 |
| *Eydgimmischken                   | Hochfeld (Ostpr.)           | Kowpakowo       |  | Snappen                       |                             | Cholmino        |
| *Grablaugken                      | Grabfelde                   |                 |  | Strunzlaugken                 | Strunzhof                   | Pobedino        |
| Groß Augstutschen                 | Rehwalde                    | Lossewo         |  | Stumbern                      | Auertal                     |                 |
| *Groß Wingillen ab 1928:Wingillen | Feuchtwiesen                |                 |  | *Szardehlen                   | Scharden                    | Scharowo        |
| Guttpettern                       | Gutpetern                   |                 |  | Tannenwalde                   |                             |                 |
| Heidlaugken                       | Holländerei                 |                 |  | Uszdrawen 1936–38: Uschdrawen | Beutnerwalde                | Liwny           |
| Inglauden                         | Inglau                      | Pobedino        |  | *Wisborienen                  | Grenzhöhe                   | Liwny           |

### Pfarrer
In der Zeit von 1795 bis 1945 amtierten an der evangelischen Kirche in Schillehnen (Schillfelde) als Geistliche:
| - Siegfried Ostermeyer, 1795–1805 - Carl Wilhelm Schultz, 1805–1813 - Johann Friedrich Schultz, 1812–1842 - Julius Hermann Schultz, 1825–1845 - Ludwig E. Fab. Kalau von Hofe, 1845–1846 - Johann Ferdinand Vollberg, 1846–1857 - Georg J. Jul. Rademacher, 1857–1864 - Moritz A. Ludwig Friedemann, 1864–1870 | - Otto Richard Hugo Prellwitz, 1871–1879 - Eugen L. Oskar Stephani, 1880–1888 - Johann Ferdinand Rohrmoser, 1888–1896 - Hugo August Waldemar Reidys, 1895–1896 - Alb. Johannes Todtenhaupt, 1896–1915 - Reinhold Fürchtegott Klein, 1926–1927 - Walter Hugo Jurkschat, 1927–1930 - Siegfried Otto K. Besch, 1930–1944 |

### Kirchenbücher
Von den Kirchenbüchern des Kirchspiels Schillehnen haben sich einige Dokumente erhalten und werden von der Deutschen Zentralstelle für Genealogie in Leipzig verwahrt:
- Taufen: 1796 bis 1799 und 1825 bis 1834, sowie 1796 bis 1808 (Auswärtige)
- Trauungen: 1819 bis 1874
- Begräbnisse: 1800 bis 1874

## Verweise
1. 1 2  Schillehnen (Kreis Pillkallen)
2. ↑  Walther Hubatsch, Geschichte der evangelischen Kirche Ostpreußens, Band 2: Bilder ostpreußischer Kirchen, Göttingen, 1968, S. 110, Abb. 484
3. ↑  Evangelische Kirche Schillehnen – Historisches Foto (I)
4. ↑  Evangelische Kirche Schillehnen – Historisches Foto (II)
5. ↑  Католическая кирха Шилленена – Katholische Kirche Schillehnen (mit Fotos aus 2013)
6. 1 2  Walther Hubatsch, Geschichte der evangelischen Kirche Ostpreußens, Band 3: Dokumente, Göttingen, 1968, S. 485
7. ↑   Evangelisch-lutherische Propstei Kaliningrad (Memento des Originals vom 29. August 2011 im Internet Archive)  Info: Der Archivlink wurde automatisch eingesetzt und noch nicht geprüft. Bitte prüfe Original- und Archivlink gemäß Anleitung und entferne dann diesen Hinweis.
8. ↑  Der * kennzeichnet einen Schulort
9. ↑  Friedwald Moeller, Altpreußisches evangelisches Pfarrerbuch von der Reformation bis zur Vertreibung im Jahre 1945, Hamburg, 1968, S. 133